# Дворіччя (Білогірський район)
Дворі́ччя (до 1948 року Рус-Бій-Гази́ та Ка́рпівка; крим. Rus Biy Ğazı) — село Білогірського району Автономної Республіки Крим.

## Населення
Згідно з переписом УРСР 1989 року чисельність наявного населення села становила 338 осіб, з яких 156 чоловіків та 182 жінки.
За переписом населення України 2001 року в селі мешкали 493 особи.

### Мова
Розподіл населення за рідною мовою за даними перепису 2001 року:
| Мова              | Відсоток |
| ----------------- | -------- |
| кримськотатарська | 58,62 %  |
| російська         | 33,47 %  |
| українська        | 6,90 %   |
| інші              | 1,01 %   |